# Mário Pinto de Andrade
Mário Coelho Pinto de Andrade (n. 21 august 1928, Golungo Alto⁠(d), Provincia Cuanza Norte, Angola – d. 26 august 1990, Londra, Anglia, Regatul Unit) a fost un poet și politician de origine angoleză.